# Money note
Money note (w wolnym tłumaczeniu - gra słów: "Nuta pieniędzy/banknot") - utwór Camille znanej z występów m.in. z grupą Nouvelle Vague.
Utwór wykonywany jest w języku angielskim i francuskim, a w tekście pojawiają się nazwiska współczesnych piosenkarek: Dolly Parton, Céline Dion, Whitney Houston oraz Mariah (przyp. Carey). Współwykonawcą utworu jest MaJiKer. Utwór jest parodią współczesnych hitów, podobnie jak wideoklip nawiązujący do utworu Blondie.